# 1999年飓风艾琳
飓风艾琳（英語：Hurricane Irene）是1999年大西洋飓风季期间对佛罗里达州构成较大破坏的一场飓风，也是该季第9场热带风暴和第6场飓风，于10月13日由西加勒比海的一股东风波发展而成。系统起初向北行进，以热带风暴强度吹袭古巴西部后达到飓风标准。艾琳以一级飓风强度袭击佛罗里达州，穿过该州后向北到达墨西哥湾暖流上空，风暴一度逼近南、北卡罗莱纳州，但一直位于近海没有登陆。接下来气旋向东转向并迅速强化，达到二级飓风标准后由于所经海域水温较低而转变成温带气旋。风暴在穿越古巴西部期间产生暴雨，造成4人遇难和一定程度的破坏。艾琳是所有在10月影响佛罗里达州的飓风中较为潮湿的一个，这和20世纪30到40年代的多场飓风类似。迈阿密大都会区的降雨量达255至510毫米，造成继1981年的飓风丹尼斯以来最严重的城区洪灾。虽然登陆佛罗里达州时只有一级飓风强度，但艾琳却间接造成该州8人死亡，经济损失达到8亿美元（1999年美元，相当于2025年的15.1億美元）。
飓风造成巴哈马西北部发生洪灾，还导致一人丧生。艾琳给北卡罗莱纳州和弗吉尼亚州带去的降雨量超过255毫米，两州之前已因飓风丹尼斯和弗洛伊德爆发洪灾，这些降水更是雪上加霜。洪水导致许多道路封闭、多条河流溢出，不过这些地区总体上所受的破坏相对较轻。

## 气象历史
10月8日，加勒比海西部上空形成了一片大面积低气压区，10月11日，一股东风波到达这片已持续数天的低气压区，令其中的对流组织起来，系统中开始发展出下层环流。10月12日晚，系统对流有所增多，组织结构得到改善，于10月13日在洪都拉斯以北近海发展成第十三号热带低气压。由于外界环境有利，低气压继续在加勒比海上空增强，于10月13日晚达到热带风暴强度并获名“艾琳”（Irene）。不过在实际操作中，美国国家飓风中心要一直到系统从东风波达到热带风暴强度时才将其升级。
热带风暴艾琳在北上的过程中继续增强，于10月14日清晨达到每小时115公里的最大持续风速。美国国家飓风中心于10月14日将其升级成飓风，但飓风季后进行的再分析表明风暴当时仍然只有热带风暴强度。气旋继续向东北偏北方向移动，以强烈热带风暴标准从青年岛西部上空经过，并在几小时后从巴塔瓦诺（Batabano）附近袭击古巴大陆。风暴在佛罗里达海峡上空得以进一步强化，于10月15日达到飓风标准。经过基韦斯特岛上空后，艾琳略朝东北偏北转向，以风力时速130公里的飓风强度袭击佛罗里达州的沙布尔角（Cape Sable）。

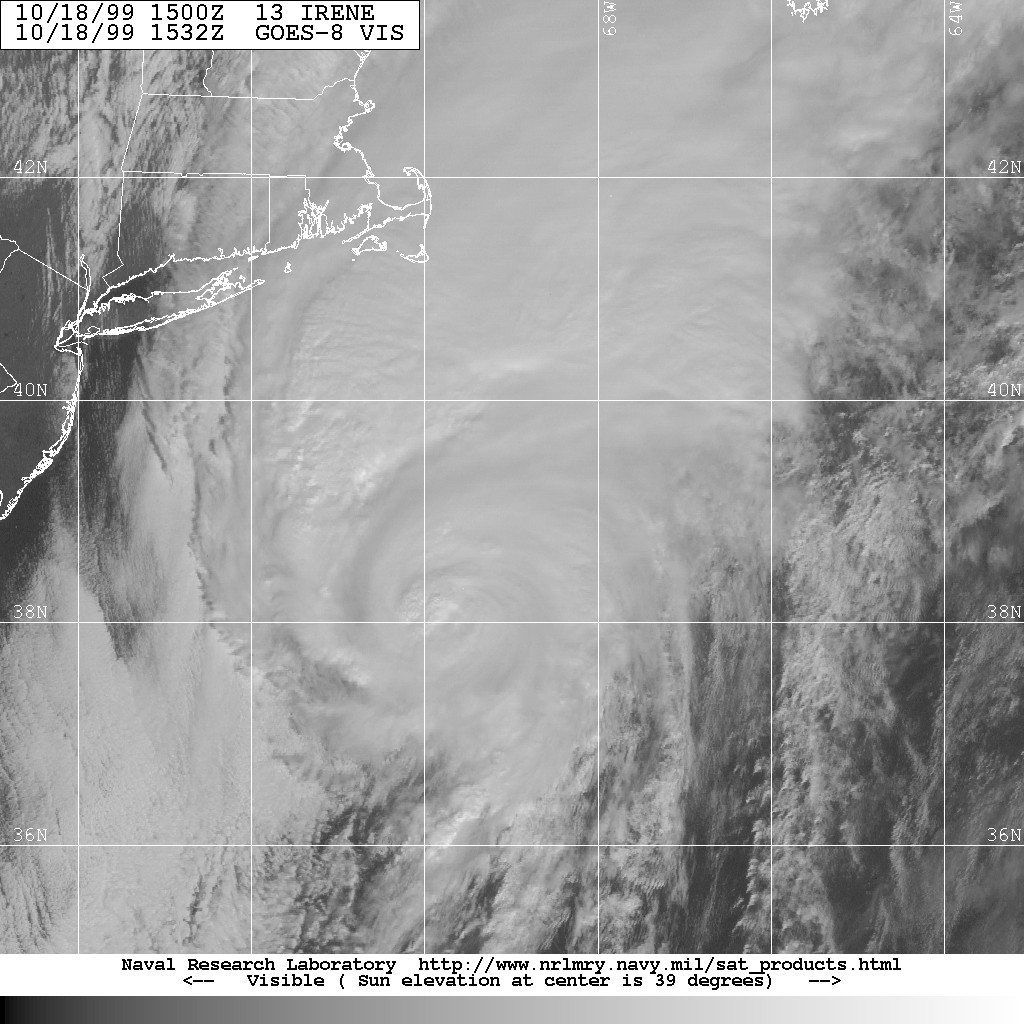
达到最高强度的飓风艾琳

10月16日，艾琳从佛罗里达州朱庇特附近进入大西洋，并且这时仍有一级飓风强度。风暴转向北上，其中的对流已经很少，之后又因一片逐渐逼近的上层低压槽影响转朝东北行进。10月17日，气旋在近海沿南、北卡罗莱纳州海岸线平行前进。10月18日，由于行经水域海面温度较高，并且还有上层低压槽这样的双重利好因素，艾琳得以迅速增强，达到风速每小时175公里、气压952毫巴（百帕）的最高强度，成为二级飓风。虽然达到了这样的强度，但气旋中的环流很不对称，对流也没有充分组织起来。飓风继续向东北方向加速前进，并在这一过程中稳步减弱，于10月19日在纽芬兰岛以南洋面转变成温带气旋。温带风暴仍然在向东北进发，于同日晚些时候被另一片更大规模的温带风暴吸收。

## 防灾措施
古巴有略多於22.8万人在风暴来袭前从低洼地区疏散，其中约有10%进入临时避难所，其他人大多前往親友家中暂避。这其中还包括撤离的共计6000位游客和上千名房屋牢固度欠佳的居民。工人们把烟叶转移到密封仓库中，还将包括牛在内的多种牲畜带到地势较高的区域。飓风迫使多所学校停课，还有部分航班取消。古巴政府于气旋袭击前21小时向比那尔德里奥省、哈瓦那、哈瓦那省和青年岛发出了飓风观察预警；到风暴袭击前15小时，以上地区和马坦萨斯省都收到了飓风警告。
气象部门起初预测艾琳会沿佛罗里达州西海岸平行移动，减弱到热带风暴强度后再在该州中西部登陆。但飓风之后不久就表现出向东移动的迹象，门罗县、夏洛特县、李县和马纳提县为此向生活在移动房屋和休闲车辆中的人们发布了撤离令。此外，基韦斯特岛还在风暴来袭期间实行宵禁。美国国家飓风中心向佛罗里达州围绕佛罗里达半岛至博卡格兰德（Boca Grande）之间、包括佛罗里达礁岛群和干龟群岛的所有地区发布了飓风警告，佛罗里达市向北至萨凡纳之间地区还收到了热带风暴警告。此外，迈亚密国际机场在艾琳途经该州期间停飞了大部分航班州长杰布·布什在气旋登陆前一天宣布全州进入紧急状态，并下令启用佛罗里达州国民警卫队协助救灾工作。
艾琳接下来从佛罗里达州近海向北移动，起初的预测认为风暴会沿南卡罗莱纳州沿海登陆，美国国家飓风中心为此向该州从艾迪斯托海滩到北卡罗莱纳州哈特拉斯角（Cape Hatteras）之间地区发布了飓风警告。南卡罗莱纳州部分地区发布了自愿撤离令。飓风之后进一步向东转向，北卡罗莱纳州沿海地区因此收到了强制疏散令，数以万计的居民为此背离家园。疏离令还涵盖了多个海滩小镇，建议生活在低洼地区和移动房屋中的居民前往避难所。此外，许多在几星期前因飓风弗洛伊德导致无家可归的居民也都安置到了避难所中。北卡罗莱纳州州长吉姆·亨特（Jim Hunt）宣布该州进入紧急状态，该州应急管理团队的工作重点从灾后恢复向防灾准备转移。

## 影响
| 地区         | 直接 | 间接 | 共计 |
| ------------ | ---- | ---- | ---- |
| 古巴         | 2    | 2    | 4    |
| 佛罗里达州   | 0    | 8    | 8    |
| 巴哈马       | 1    | 4    | 5    |
| 北卡罗莱纳州 | 0    | 1    | 1    |
| 合计         | 3    | 15   | 18   |

飓风艾琳一共造成18人死亡（其中15人属间接导致），经济损失8亿美元（1999年美元，相当于2025年的15.1億美元）。大部分破坏和人员丧生都是因风暴引发的倾盆大雨导致。

### 古巴
艾琳途经古巴期间产生了暴雨，局部降雨量高达905毫米。马坦萨斯省的吉隆滩（Playa Girón）记录下303毫米降水，哈瓦那也记录下了122毫米，还有其他多个地点记录下超过178毫米降雨量。此外，哈瓦那记录下的最强阵风时速为126公里。
风暴引发的洪灾破坏了超过1900平方公里甘蔗种植园和158平方公里香蕉种植园，降雨还导致烟田被淹。整个古巴共有2万7336套房屋因洪灾受损，730套彻底被毁，还有13家医院受到一定程度的影响。哈瓦那有154个街区因风暴停电。艾琳一共夺走了该国4人的生命，其中两人是在哈瓦那因触电身亡。

### 佛罗里达州

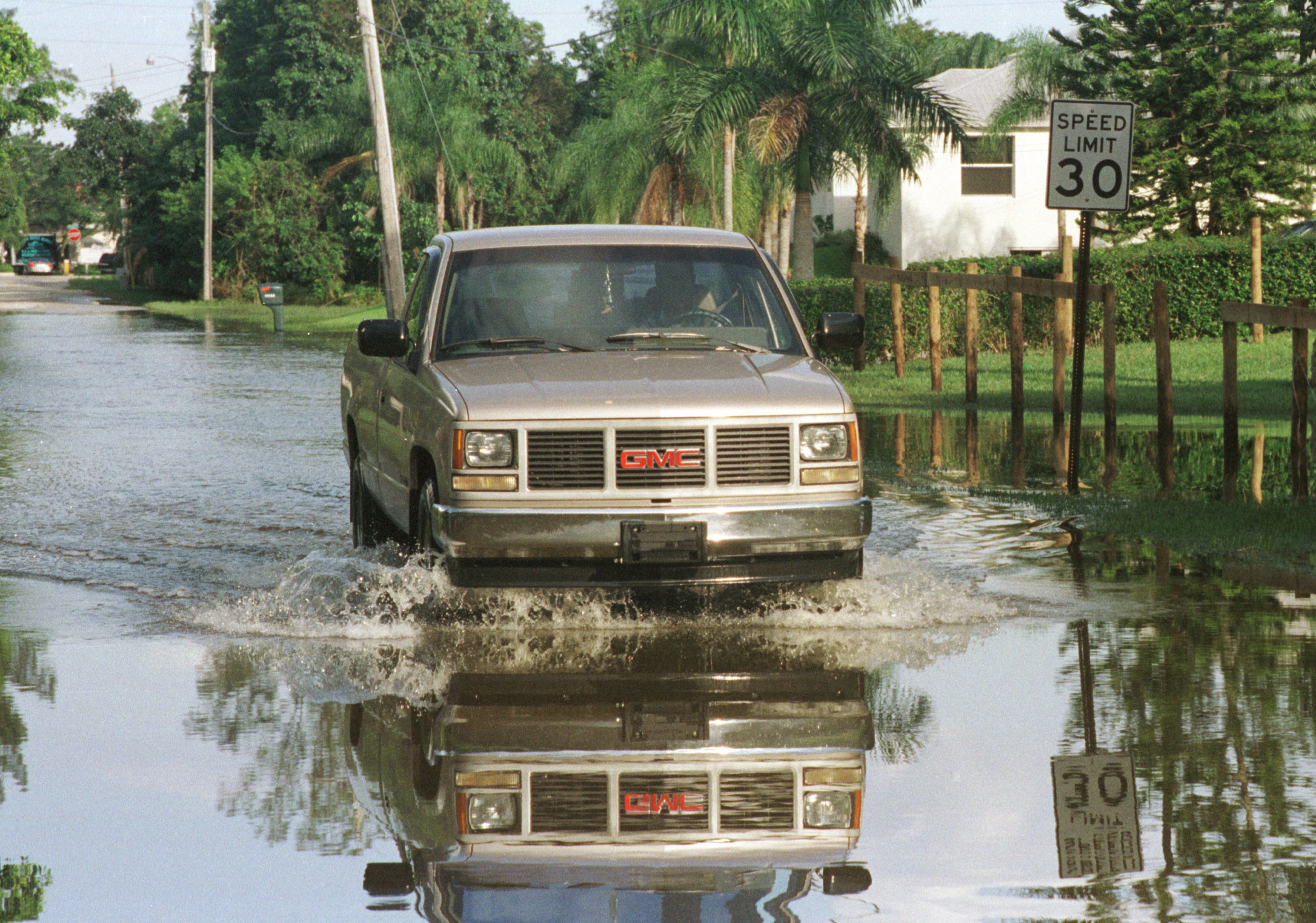
飓风艾琳引发的洪灾

途经佛罗里达礁岛群期间，艾琳给威卡礁（Key Vaca）带去了0.7米高的风暴潮，基韦斯特岛也有0.5米高。飓风产生的持续风速最高达到每小时127公里，阵风时速最快的则是大松礁岛（Big Pine Key）记录下的164公里。佛罗里达礁岛群普降暴雨，基韦斯特的降雨量达305毫米。整个群岛到处都有公路被洪水淹没，政府为此封闭了美国国道1的80公里路段。风暴还在伊斯拉摩拉催生出一场龙卷风，导致3段房屋受到严重破坏。中等强度阵风造成整个礁岛群停电，但总体破坏较为轻微。
气旋经过佛罗里达州期间仍有飓风强度，但该州本土没有报道出现飓风强度狂风。正式纪录中的最高风速是迈阿密海滩的每小时97公里，而准确的最强阵风时速则是维罗海滩记录下的114公里。此外根据美国国家气象局的报告，南佛罗里达水域管理局在贝尔格莱德奥基乔比湖附近记录下了每小时150公里的阵风，不过这很可能是由小型中尺度气旋诱发的下击暴流导致。佛罗里达州东南部普降暴雨，降雨量最高的是博因顿海滩，有443毫米，迈阿密大都会区也有多处降水达到255到380毫米。布劳沃德县和棕榈滩县有4场龙卷风着陆，其中一场的藤田级数为，另外三场为，一共导致3人受伤。

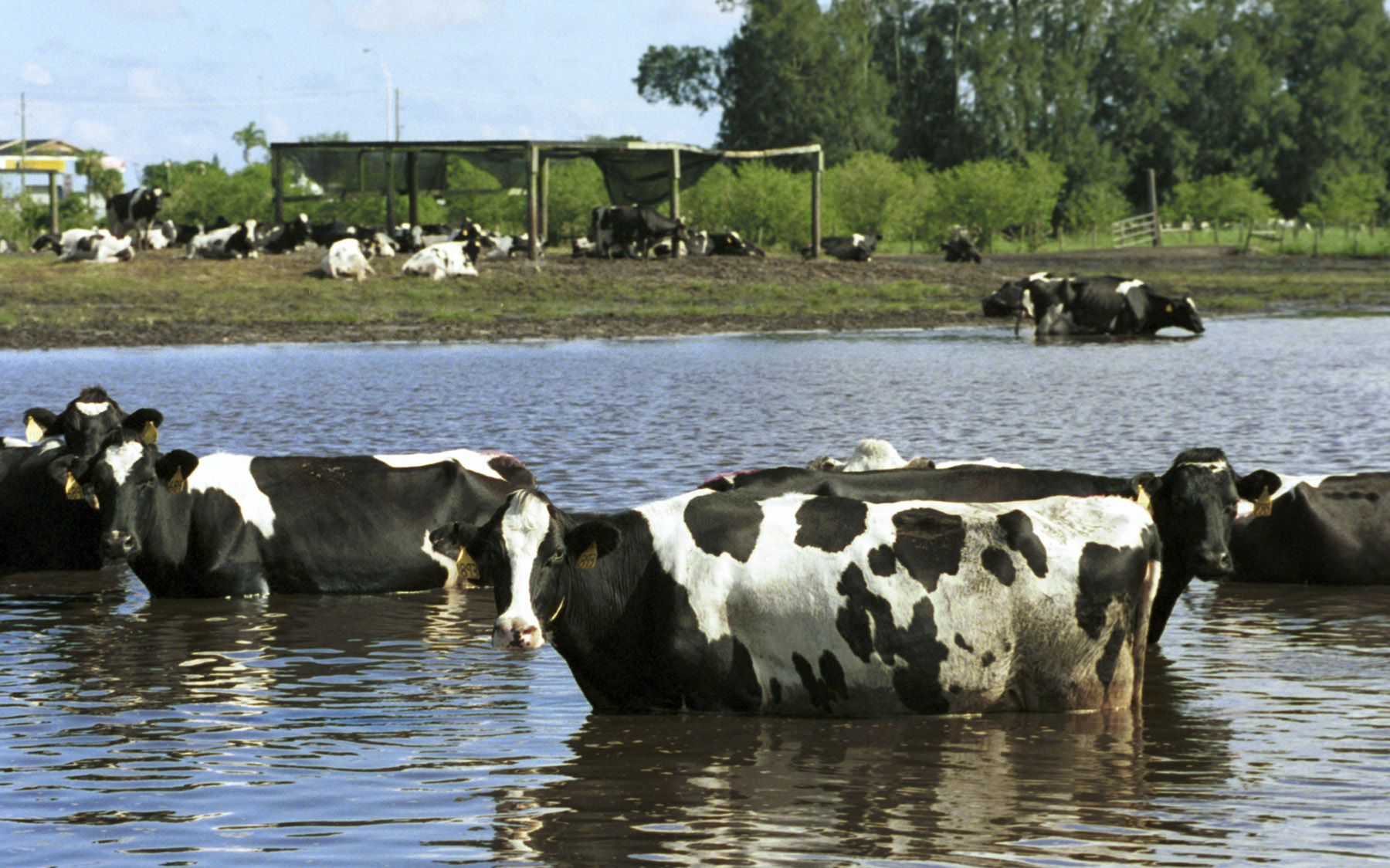
困在洪水中的牛

强烈的阵风导致迈阿密到西棕榈滩之间地区有70万人失去电力供应，美国国家飓风中心也在其中。中心停电的时间虽短，但却延误了一个半小时来重新启动计算机，这些计算机中保留有来自美国中西部和华盛顿哥伦比亚特区的信息。阵风太强还导致佛罗里达电力和照明公司官员无法修复输电线缆，并且艾琳产生的洪水还淹没了地下线路，令维修工作只有到洪水退去后才能开始。有5人因走到了断裂电线停落的水上导致触电身亡，其中3人还是一家人。飓风产生的暴雨导致多条道路和河流被淹，许多汽车受困。有三人因将车开进了河中而溺毙。部分区域的洪水持续了近一周之久，数以百计的居民无家可归，上千人失去了同外界的联系。佛罗里达州东南部一共遭受了2.62亿美元（1999年美元，相当于2025年的4.95億美元）的财产损失。
艾琳还对佛罗里达州东南部造成了严重的农业损失，总额达到3.38亿美元（1999年美元，相当于2025年的6.38億美元）。一个农场有30头牛因洪水死亡，不过农场主通过把觅食区转移到地势更高的地方而保住了另外1700头牛。根据初步估算数字，洪水摧毁了沿途5%到15%的果林。洪灾延迟了玉米和菜椒的冬季播种，还破坏了西红柿植株，迫使迈阿密-戴德县种植户补种受损的作物。飓风破坏了甘蔗、蔬菜和柑橘类作物，风暴过后还出现了柑桔溃疡病蔓延。由于农作物损失惨重，美国农业部宣布布劳沃德县、柯里尔县、迈阿密-戴德县和门罗县为灾区，受灾农民可以申请低息应急贷款。

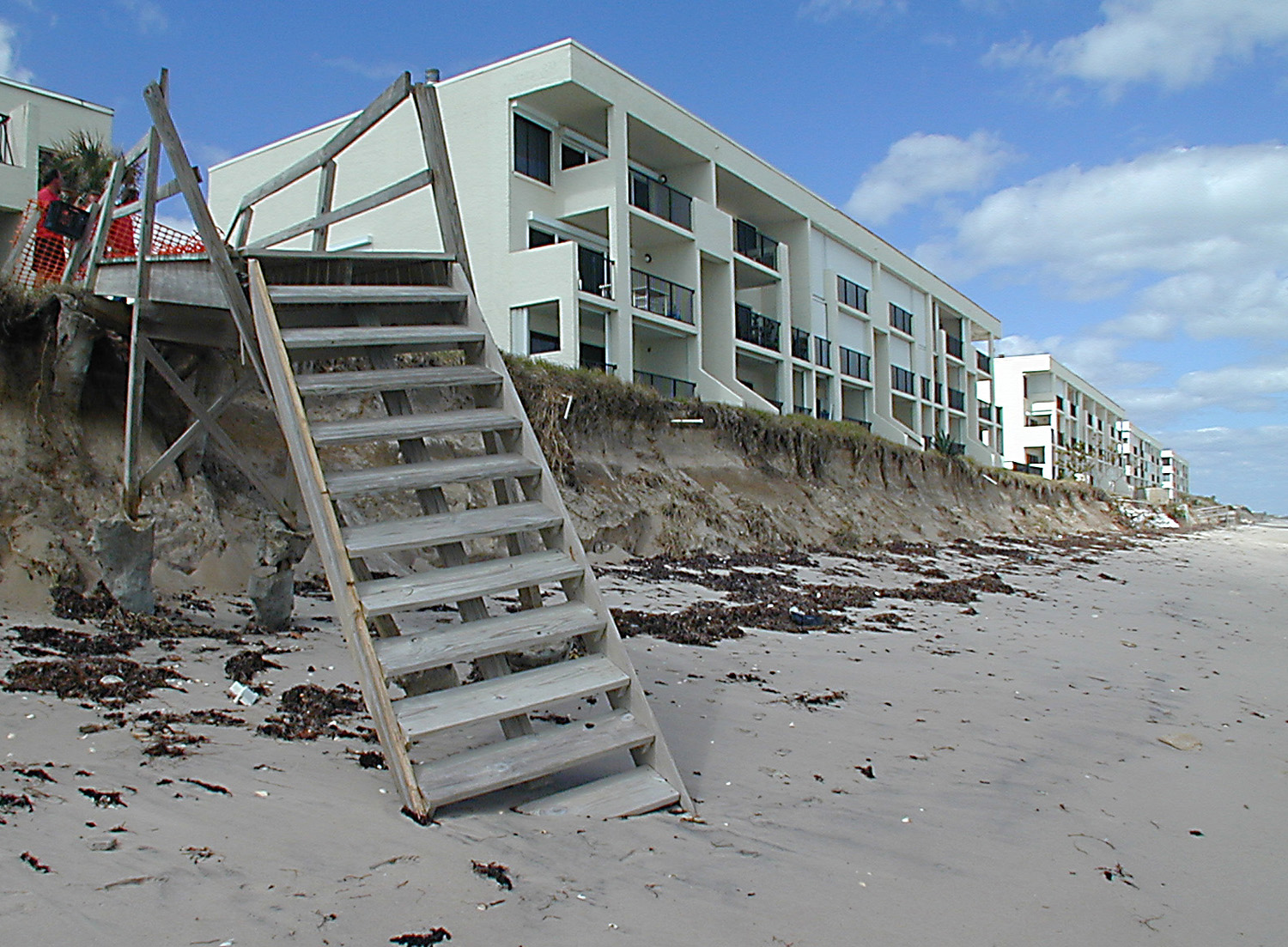
飓风艾琳造成的海滩侵蚀

佛罗里达州东部海岸线之前曾因飓风丹尼斯和飓风弗洛伊德出现中等程度的海滩侵蚀，这次艾琳的到来更是雪上加霜。部分民房的地基因侵蚀而暴露出来，其中一些已无法居住。海滩侵蚀的损失共计达到2100万美元（1999年美元，相当于2025年的3964萬美元）。许多海滩此后直到有更多沙子补充或是梯道重建后才再度开放。强烈的海浪和北风导致印第安河泻湖的许多船坞受损或被毁。马丁县和圣卢西亚县的降雨量在127到229毫米之间，致使260套民宅被淹。马丁县、圣卢西亚县和布里瓦德县共有1114套房屋因时速97到113公里的阵风受到轻度损伤，还有34套严重受损。此外，狂风还推毁了一套移动房屋，另有465套受损，其中15套程度严重。有555幢商业建筑受到轻度破坏，阵风还刮倒了约1000棵树。佛罗里达州528号公路的一座桥梁上有一艘大型驳船因海况恶劣而从系泊处扯下。弗莱格勒县有4户民房严重受损，另有173套房屋和18家商户受到轻度破坏。佛罗里达州东北部一共遭受了约5100万美元（1999年美元，相当于2025年的9626萬美元）的破坏。

### 巴哈马
飓风艾琳从巴哈马西北部附近洋面经过，当地出现了中等程度洪灾，还受到了几场龙卷风的袭击。其中一场龙卷风造成阿巴科岛一人丧生，还对马什港（Marsh Harbour）构成破坏。一辆卡车在倾盆大雨中因码头湿滑开入水中，导致4人间接因风暴遇难。

### 南、北卡罗莱纳州和中大西洋各州

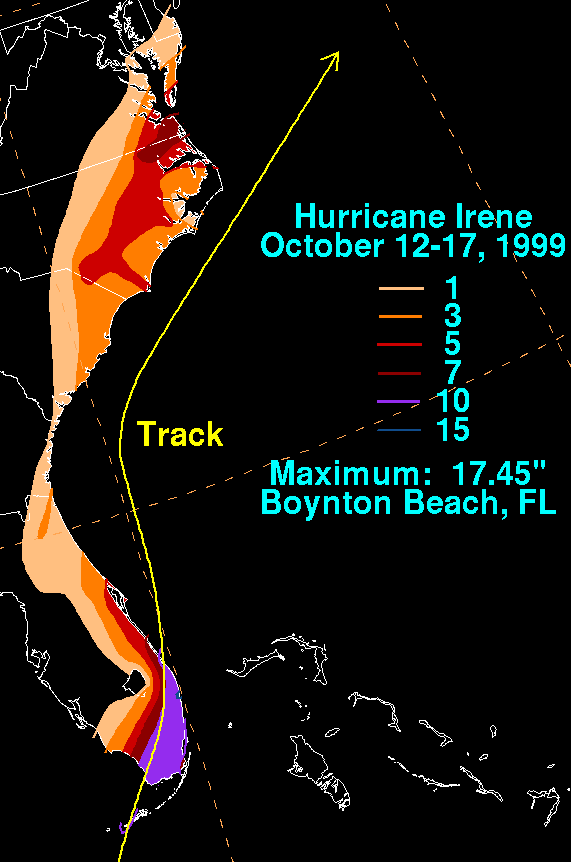
飓风艾琳引发的降水分布

南卡罗莱纳州东部的降雨量在125到150毫米之间。洪水导致多条道路封闭，乔治敦县还有一些公路被冲毁。查尔斯顿出现时速77公里的中等强度阵风，刮倒了一些树木，还令多条供电线路中断，造成零星停电。沿海因大风出现轻度海滩侵蚀。
沿北卡罗莱纳州海岸平行移动期间，艾琳令该州普降暴雨，局部降雨量最高达到280毫米，另有多处记录下超过152毫米降水。暴雨导致北卡罗莱纳州多条河流严重泛滥，其中许多地区在不到一个月前由飓风弗洛伊德引发的洪水尚未退去。由于径流的影响，塔河、开普菲尔河和纽斯河全部决口。洪灾还造成霍克县中南部的一个水坝溢出。
艾琳在该州催出生两场龙卷风，其中一场级出现在昂斯洛县，另一场出现在帕斯阔坦克县，为级，这场级龙卷风摧毁了两辆拖车，令多套房屋受损，导致1人受伤。严重的洪水迫使整个北卡罗莱纳州大量道路封闭，还引发了多起交通事故。一名男子在因道路湿滑引发的交通事故中丧生，属于飓风艾琳间接导致的人员伤亡。虽然引发了严重的洪灾，但风暴总体上对北卡罗莱纳州造成的破坏很小。
艾琳还给弗吉尼亚州东南部带去暴雨，降雨量最高的切萨皮克达到305毫米。这些降水引发了大规模的街道水淹，部分地区报告的积水达到1.2米深。

## 善后
飓风过去后，国际红十字与红新月运动为古巴发出紧急呼吁。这次呼吁共计筹得21万7498瑞士法郎，为生活在临时避难所的1.2万人提供卫生用品、家居用品、净水药片和水容器。呼吁中还请求国际社会提供维修物资，改善该国面对未来灾难时的应对能力。古巴红十字会调集了4500名志愿者赶赴灾区，向伤者提供紧急救援，分发餐点和医疗用品，并与血站合作。由政府控制的各个新闻媒体在报道中保证会提供维修用品，但许多人在风暴过去数周后仍然只能生活在受损的房屋中。
飓风离开佛罗里达州数天后，美国总统比尔·克林顿宣布该州18个县为灾区，让受到影响的企业和业主可以申请联邦援助，例如用于临时住房、小范围房屋维修或其他与灾害相关费用的资金补贴。此外，克林顿还为佛罗里达州发布了紧急声明，提供联邦资源协助垃圾清理和紧急服务工作。总统还宣布，北卡罗莱纳州之前因飓风弗洛伊德而获联邦援助的66个县还可以因飓风艾琳而继续获得更多的援助。
巴哈马有许多志愿者协助清理工作，巴哈马皇家国防军向灾民发放救灾物资。